# Engyodontium
Genre
Engyodontium est un genre de champignons parasites de la famille des Cordycipitaceae.

## Description
Ces champignons forment des colonies blanches en forme de toile d'araignée. Les conidiophores sont hyalins, à parois minces, rampants à sub-dressés ; les ramifications sont subverticales à verticales. Les cellules conidiogènes sont subulées à cylindriques, polyblastiques, formant des conidies holoblastiques sur des denticules en forme de crosse ou de cheveu sur des rhéochides allongés. Les conidies sont hyalines, petites, unicellulaires.

## Taxinomie
Le nom correct complet (avec auteur) de ce taxon est Engyodontium de Hoog, publié en 1978 par le mycologue néerlandais Gerrit Sybren de Hoog (d). Engyodontium parvisporum (Petch) de Hoog est l'espèce type, initialement classée dans le genre Rhinotrichum.

## Liste des espèces
Selon MycoBank (9 février 2024) :
- Engyodontium album (Limber) de Hoog, 1978
- Engyodontium arachnophilum H.C. Evans & Samson, 1984
- Engyodontium aranearum (Cavara) W. Gams, de Hoog, Samson & H.C. Evans, 1984
- Engyodontium geniculatum H.C. Evans & Samson, 1984
- Engyodontium parvisporum (Petch) de Hoog, 1978
- Engyodontium rectidentatum (Matsush.) W. Gams, de Hoog, Samson & H.C. Evans, 1984

## Publication originale
- (en) G.S. de Hoog, « Notes on some fungicolous hyphomycetes and their relatives », Persoonia, vol. 10,‎ 1978, p. 33-81 (ISSN 0031-5850, lire en ligne  [PDF])